# 박무병
박무병(朴武柄, 1887년 9월 22일 ~ 1979년 4월 15일)은 훗날 불교 승려로 출가한 대한제국 독립운동가이다. 호(號)는 가마(駕馬), 법명은 치호(峙湖)이다.

## 일생

### 유년기와 청년기
박무병은 충청도 청원군 남이면 가마리(忠淸道 淸原郡 南二面 駕馬里) 127번지에서 출생하였다. 충청북도 옥천군 옥천면과 충청북도 청주와 충청남도 서천군 한산면 등에서 유아기를 보냈고 한성부 장사동(漢城府 長沙洞) 151번지에서 성장하였다.
1904년부터 대한제국 하급 관료(강원도 울진군 기성면 예하 면서기관) 직책을 지내다가 1908년에 사퇴하였다.

### 독립 운동
1910년 경술국치 사태를 목도한 그는 1919년 경성부에서 3·1 대한독립만세 운동에 참가하였으며 1년 후 1920년 2월 16일 경성부에서 김광제(金光濟)·문탁(文鐸)·김영만(金榮萬)·이종만(李鍾萬) 등과 더불어 조선노동대회(朝鮮勞動大會)를 조직하였다.
조선노동대회는 노동자의 상호부조와 인격적 및 지적 향상을 목적으로 한 계몽적 노동 관련 단체로서 주로 지식 계몽 활동에 주력하였다. 총재는 권직상, 회장은 김광제가 맡았으며 그는 간사로 활동하였다. 동회는 전국적으로 지부를 설치하고 지방의 기존 노동 관련 단체의 규합에 힘써 한때 회원이 8천여명에 달하기도 하였다. 그러나 이후 내부 갈등과 재정난으로 활동이 위축되던 중 1924년 4월에 전국적 노동 단체인 조선노농총동맹(朝鮮勞農總同盟)에 합류하였다.
그는 또한 1920년 5월 31일 서울에서 김영만·이종만·홍갑표(洪甲杓) 등 89인과 아울러 물산 장려·상부 상조·인권 평등에 의한 세계 평화의 확립을 취지로 하는 조선민단(朝鮮民團)을 조직하였는데 동단은 조선노동대회의 별동조직이었다. 그는 동단의 총무로 활동하였다.
조선민단은 1920년 7월 17일 경성 중앙기독교회관에서 노동자들을 대상으로 강연회를 개최하였다. 그와 임종연(林鍾淵)이 연사로 나서 각기 '때가 왔다', '죽엄을 두려워하지 말라'는 제목으로 연설하였다. 그는 이 자리에서 "순천자(順天者)가 역천자(逆天者)를 망하게 할 때가 왔다. 역천자인 일본을 망하게 하여 국권을 회복하여야 한다"라는 취지의 강연으로 천 수백여명의 청중들에게 독립의식을 고취하였다.
이일로 인하여 그는 일경에 피체되었고 동단은 1920년 7월 31일 해산 처분되었다. 결국 그는 1920년 12월 23일 경성지방법원에서 소위 보안법 위반으로 징역 1년형을 언도받고 옥고를 치렀다. 1921년에 출감한 그는 1922년에 부인을 병으로 사별하고 1923년 3월 2일에 불교 승려로 출가하여 충청북도 보은 속리산의 법주사(法住寺)로 들어가 일제의 멸망을 기원하였다고 한다.
1945년 2월 15일에 충청북도 보은군 속리산 법주사를 떠나 충청북도 진천군 진천면에서 별채 암자를 지어 수도승 생활을 하였고 그 해(1945년) 8월 15일 충청북도 진천 지방에서 조선 광복을 목도하였다. 그 후로도 그는 불교 승려로 일평생 봉직하였다. 1956년 충청북도 진천 땅을 떠나 서울 성동구에 건너가 별채 암자를 지어 서울에서 불교 승려를 지냈고 그 후 1979년 4월 15일에 향년 93세로 별세하였다.

## 사후
대한민국 정부에서는 고인의 공훈을 기리고자 1983년 3월 1일을 기하여 대한민국 대통령 표창장을 추서하였으며 1990년 6월 6일을 기하여 대한민국 건국훈장 애족장을 추서하였다. 그의 유해는 대한민국 국립 서울현충원 위패 보관 안치소에 안장되어 있다.